# لندن دراگز
لندن دراگز (انگلیسی: London Drugs) شرکت خرده‌فروشی کانادایی است، که در سال ۱۹۴۵ تأسیس شد.